# 이혜전
이혜전(李蕙全, Hae Jeon Lee)은 숙명여자대학교 교수인 피아니스트이다.

## 생애
12세부터 무대에 오르기 시작해 서울대학교 음대 졸업 후 서던캘리포니아 대학교(남가주대)에서 박사를 받았다.
남편은 동년생 서울대 음대 동기인 강충모로, 1980년 동아음악콩쿠르에서 두명이 나란히 1,2위를 받기도 했다. 딸 강나연도 피아니스트이다.

## 학력
- 서울대학교 음악대학 졸업
- 서던캘리포니아 대학교 박사

## 가족 관
- 남편 :  강충모(피아니스트), 서울대 음대 피아노과 79학번.
  - 아들: 강태훈(치과의사), 미국 펜실베니아 치과대학
  - 딸 : 강나연(피아니스트), 미국 줄리아드 음악학교 출신